# Вишневский, Вячеслав Николаевич
Вячесла́в Никола́евич Вишне́вский (род. 16 апреля 1977, Томск) — управленец, в прошлом — российский профессиональный футболист.

## Биография
Начинал свою профессиональную карьеру в 1994 году в томской «Томи». Следующий сезон провёл в «Уралмаше» Екатеринбург из высшей лиги. Далее играл в «Металлурге» Красноярск, с 1996 по 1998 год — в «Томи». Сезон 1999 года начинал в «Уралане», а после первого круга перебрался в «Балтику». В 2000 году играл в «Волгаре-Газпроме», 17 декабря приехал на сбор подмосковного «Сатурна», по приезде в Раменское Владимир Юрин, тренер «Сатурна», заявил, что хочет видеть футболиста не на позиции нападающего, а на левом фланге. Сезон 2001 года Вишневский проводил в аренде в «Сатурне». После чего вновь вернулся в «Томь», а в 2004 году играл в махачкалинском «Анжи». В 2005 году перешёл в «Орёл». С 2006 по 2007 годы играл в украинской «Таврии». В феврале 2013 года возглавил томскую кондитерскую фабрику «Красная Звезда».

## Проблемы с законом
1 ноября 2018 года Центральный районный суд города Кемерово принял решение о взятии под стражу Вишневского как обвиняемого по уголовному делу о пожаре в торговом центре «Зимняя вишня», ему инкриминировалась дача взятки в особо крупном (7 миллионов рублей) размере (часть 5 статьи 291 УК РФ), при согласовании перепланировки здания в 2013—2014 годах. По данным Следственного комитета РФ, Вишневский после совершения другого преступления в 2016 году покинул пределы России и проживал в Испании. С 23 ноября 2018 года вступило в силу постановление о международном розыске Вишневского.
В конце марта 2019 года Вишневский был задержан в Польше, а год спустя экстрадирован в Россию.
В октябре 2022 года Вячеслав Вишневский был приговорен Центральным райсудом города Кемерово по ст. 291 ч. 5 УК РФ (взятка) к 8 годам лишения свободы в колонии строгого режима и к штрафу в 21 млн рублей. В декабре того же года штраф был заменен Кемеровским облсудом на 70 млн при рассмотрении апелляции областной прокуратуры.
23 ноября 2024 года  Вячеслав Вишневский вышел на свободу по условно-досрочному освобождению.